# Крістоф Блохер
Крістоф Вольфрам Блохер (11 жовтня 1940 , Шаффгаузен )(німецька вимова: [ˈkrɪ⁠stɔ⁠f ˈblɔ⁠⁠xər]) — швейцарський промисловець і політик, який був членом Федеральної ради Швейцарії з 2004 по 2007 рік. Також був членом Народної партії (SVP/UDC), очолював Федеральний департамент юстиції та поліції. Будучи промисловцем, він став багатим як генеральний директор і мажоритарний акціонер корпорації EMS-Chemie, якою зараз керує його донька Магдалена Мартулло-Блохер.
Суперечлива фігура Блохер відомий своєю роллю в трансформації швейцарської політики , зсуваючи її вправо, а також Швейцарську народну партію, яка стала «домінуючою силою в національній політиці». [3] Оскільки він «розробив євроскептичну та антиімміграційну програму, яка потрясла затишну післявоєнну консенсусну систему, що панувала в нейтральній Швейцарії», Блохер був фактичним лідером SVP і символом партії, тримаючи її віце-президентом  з 2008 по 2018 рік.

## Дитинство  і освіта
Син пастора, Блохер народився в 1940 році, був сьомим з одинадцяти дітей. Блохер служив у швейцарській армії,  як командир полку протиповітряної оборони та полковник. Блохер отримав сертифікат у Вюфлінгенській школі сільського господарства. У 1961 році Блохер почав самостійно готуватися до швейцарської матури. У 1963 році Блохер закінчив і склав іспити на швейцарську матуру, а в 1964 році він склав додатковий іспит з латини, щоб продовжити юридичне навчання  в університеті. Потім він вивчав право в Цюрихському університеті, Монпельє та Парижі. Він має ступінь DEA з права, а в 1971 році він отримав ступінь доктора юриспруденції в Цюрихському університеті.
Під час навчання в Цюрихському університеті Блохер став співзасновником Students' Ring, який виступав проти студентських протестів 1968 року та лівої політики в університетських містечках.

## Ділова кар'єра
Блохер почав працювати в EMS-Chemie у 1969 році як студент на юридичному відділі. У 1972 році Блохер був обраний головою правління та генеральним директором компанії, а в 1983 році він придбав більшість акцій EMS-Chemie.
Коли Блохера проголосували до Федеральної ради Швейцарії в 2003 році, він пішов з усіх ділових функцій в EMS і 30 грудня 2003 року продав свій контрольний пакет своїм чотирьом дітям. Старша дочка Блохера, Магдалена Мартулло-Блохер, стала генеральним директором EMS 1 січня 2004 року.
У 2014 році Блохер купив акції газети Basler Zeitung, а потім придбав безкоштовну газету Zehnder.
У 2018 році журнал Bilanz оцінив статки сім'ї Блохер у від десяти до одинадцяти мільярдів швейцарських франків, помістивши її в десятку найбагатших сімей Швейцарії.

## Політична кар'єра
Блохер побудував свою політичну кар'єру, виступаючи за менший уряд, за вільну ринкову економіку, проти членства Швейцарії в Європейському Союзі та за більш жорсткий контроль імміграції. Він заявив, що вийшов на політичну арену випадково через суперечку щодо місцевого зонування. Блохер приєднався до SVP у 1972 році та став президентом SVP відділення SVP у Мейлені в 1974 році. Після обрання до кантональної ради Цюриху в 1975 році Блохер був обраний до Швейцарської національної ради і представляв там кантон Цюрих з 25 листопада 1979 року до свого обрання до федеральної ради 12 грудня 2003 року в якості депутата. Швейцарська народна партія (Schweizerische Volkspartei/Union démocratique du centre; SVP/UDC), а потім знову з 4 грудня 2011 року по 30 травня 2014 року.
Окрім керівництва Цюрихським відділенням Швейцарської народної партії, Блохер був співзасновником Дії за незалежну та нейтральну Швейцарію (Aktion für eine unabhängige und neutrale Schweiz), і він був президентом організації з моменту її заснування в 1986 році до його обрання до Федеральної ради в 2003 році.
Коли в 1977 році Блохера було обрано президентом SVP Цюриху, він заявив про свій намір спостерігати за суттєвими змінами в політичній лінії Цюрихського SVP, поклавши кінець дебатам, які мали на меті відкрити партію для широкого кола думок. Невдовзі Блохер зміцнив свою владу в Цюриху та почав оновлювати організаційні структури, діяльність, стиль кампанії та політичну програму місцевого відділення. Молодих членів партії було підкріплено створенням кантональної молодої SVP (JSVP) у 1977 році, а також курсами політичної підготовки. Ідеологія Цюрихської філії також була посилена, а риторика посилилася, що призвело до найкращого результату Цюрихської філії за останні п’ятдесят років на федеральних виборах 1979 року зі зростанням з 11,3% до 14,5%. Це контрастувало зі стабільним рівнем в інших кантонах, хоча в Цюриху підтримка також не перебувала протягом 1980-х років.
Боротьба, що існувала між найбільшими відділеннями SVP у Берні та Цюриху, тривала на початку 1990-х років. У той час як фракція, орієнтована на Берн, представляла старий поміркований стиль SVP, орієнтоване на Цюрих крило на чолі з Блохером представляло нову праворадикальну популістську програму. Цюрихське крило почало політизувати питання надання притулку, а питання європейської інтеграції стало домінувати в політичних дебатах у Швейцарії. Вони також застосували більш конфронтаційні методи. Згодом цюрихське крило почало здобувати перевагу в партії за рахунок бернського крила, і партія ставала дедалі більш централізованою як національна партія, на відміну від традиційної швейцарської системи партій із слабкою організаційною структурою та слабкою центральною владою. Протягом 1990-х років партія також подвоїла кількість своїх кантональних відділень (щоб зрештою бути представлена у всіх кантонах), що зміцнило владу Цюрихського крила, оскільки більшість нових секцій підтримали їхні плани. Хоча швейцарським політичним партіям, як правило, бракувало домінуючих національних лідерів, Блохер став фактичним лідером національної SVP і одним із найвідоміших швейцарських політиків.
У 1991 році партія вперше стала найсильнішою партією в Цюриху, набравши 20,2% голосів. Партія прорвалася на початку 1990-х як у Цюриху, так і в Швейцарії в цілому, і зазнала різкого зростання результатів на виборах. Партія, яка була найменшою з чотирьох правлячих партій на початку 1990-х років, наприкінці десятиліття стала найсильнішою партією Швейцарії. У той же час партія розширила свою електоральну базу в напрямку нової демографії виборців. SVP загалом досягла найкращих результатів у кантонах, де кантональні відділення прийняли порядок денний Цюрихського крила. На федеральних виборах 1999 року SVP вперше стала найсильнішою партією в Швейцарії, набравши 22,5% голосів, збільшившись на 12,6%. Це було найбільше збільшення голосів для будь-якої партії за всю історію швейцарської пропорційної виборчої системи, яка була запроваджена в 1919 році.

### Інцидент із наклепом
У своїй промові 1997 року Блохер заявив: «Єврейські організації, які вимагають грошей, стверджують, що, зрештою, справа не в грошах. Але давайте будемо чесними: це саме те, про що йдеться». Ці зауваження стосувалися претензій щодо повернення конфіскованих нацистами активів, які були заховані в швейцарських банках. Наступного дня таблоїд Sonntags-Blick опублікував статтю під заголовком «Блохер: Євреї — це гроші». Блохер подав на головного редактора таблоїда позов про наклеп. Окружний суд виправдав журналіста, оскільки Блохер «нестримно звернувся до антисемітських інстинктів». Блохер оскаржив вирок. У Верховному суді Цюриху обидві сторони домовилися про мирову угоду. Пізніше голова 4-го бюро окружного суду Цюриху подав кримінальну скаргу проти Блохера на тій підставі, що заклопотаність промовою дозволила їм повірити, що капелюх Блохера порушує закон про расизм. Окружний суд вимагав зняти недоторканність Блохера, якою він користувався через свою посаду як член Національної ради. Обидві палати парламенту відхилили прохання.

## Федеральний радник

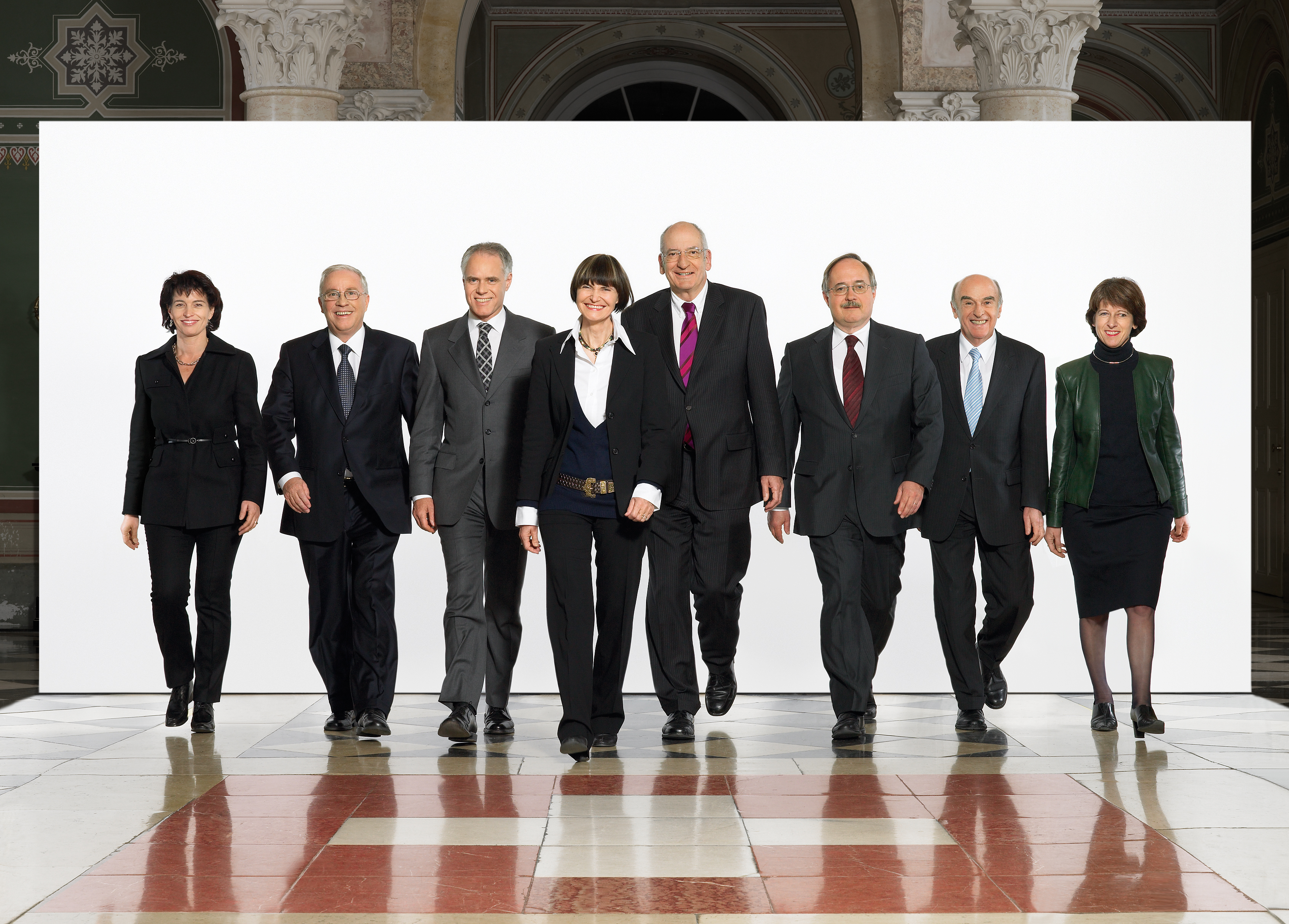

### Вибори 2003 року
Народна партія стала найбільшою партією в Національній раді на виборах до Федеральних зборів 19 жовтня 2003 року з 26,6% голосів. Блохер особисто очолив опитування в Цюриху і став найвидатнішим і найсуперечливішим  політиком Швейцарії.
З 1929 року Народна партія (відома до 1971 року як Партія фермерів, торговців і незалежних [BGB]) займала місце у Федеральній раді Швейцарії з семи членів. На момент формування нинішньої коаліції в 1959 році BGB була найменшою партією, представленою в Раді. До 2003 року вона стала найбільшою партією і вимагала ще одне місце за рахунок Християнських демократів, тепер найменшої партії. SVP висунула Блохера своїм другим кандидатом. Це викликало багато суперечок; раніше більшість радників SVP походили з більш поміркованого центристсько-аграрного крила партії.
Після погроз вивести іншого члена Народної партії Самуеля Шміда (члена центристського крила) з ради та перейти в опозицію, Блохер був обраний 10 грудня 2003 року. Він зайняв місце Рут Мецлер-Арнольд, лише третього федерального радника в історії (і першого  з 1872 року), якого не переобрали.
У третьому турі Блохер переміг Метцлера зі 121 проти 116 голосів. Очікувалося, що вибори стануть великою подією для ЗМІ і широко спостерігалися в прямому ефірі. Після обрання Блохера члени політичних партій Швейцарії спонтанно протестували.
В результаті перестановки  місця у Федеральній раді, Блохер став головою Федерального департаменту юстиції та поліції.

### Суперечки
Протягом 2004 року нетрадиційна непоступлива позиція Блохера по відношенню до своїх колег-депутатів федеральних рад стала приводом для спекуляцій щодо майбутнього швейцарської системи конкордансу. На нього напав його колега Паскаль Кушпен в інтерв'ю газеті NZZ у недільному випуску 3 жовтня. Це було безпрецедентним у Швейцарії; Члени Федеральної ради традиційно не критикують один одного публічно.
У публічній промові, що відбулася на щорічних зборах його кантональної партії Albisgüetlitagung у Цюриху 20 січня 2006 року, Блохер назвав двох албанців, які шукали політичного притулку, «злочинцями», хоча на той час судового вироку не було винесено. Пізніше, під час очної ставки, він заявив перед Швейцарською радою держав (верхньою палатою), що вжив лише слово «обвинувачений». Оскільки мова була записана, то він змушений був визнати, що вжив слово «злочинці». У липні 2006 року комісія Ради штатів оголосила Блохеру догану, заявивши, що створення неправдивих упереджень і надання неправдивих заяв Раді штатів є неприйнятною поведінкою для члена Федеральної ради.

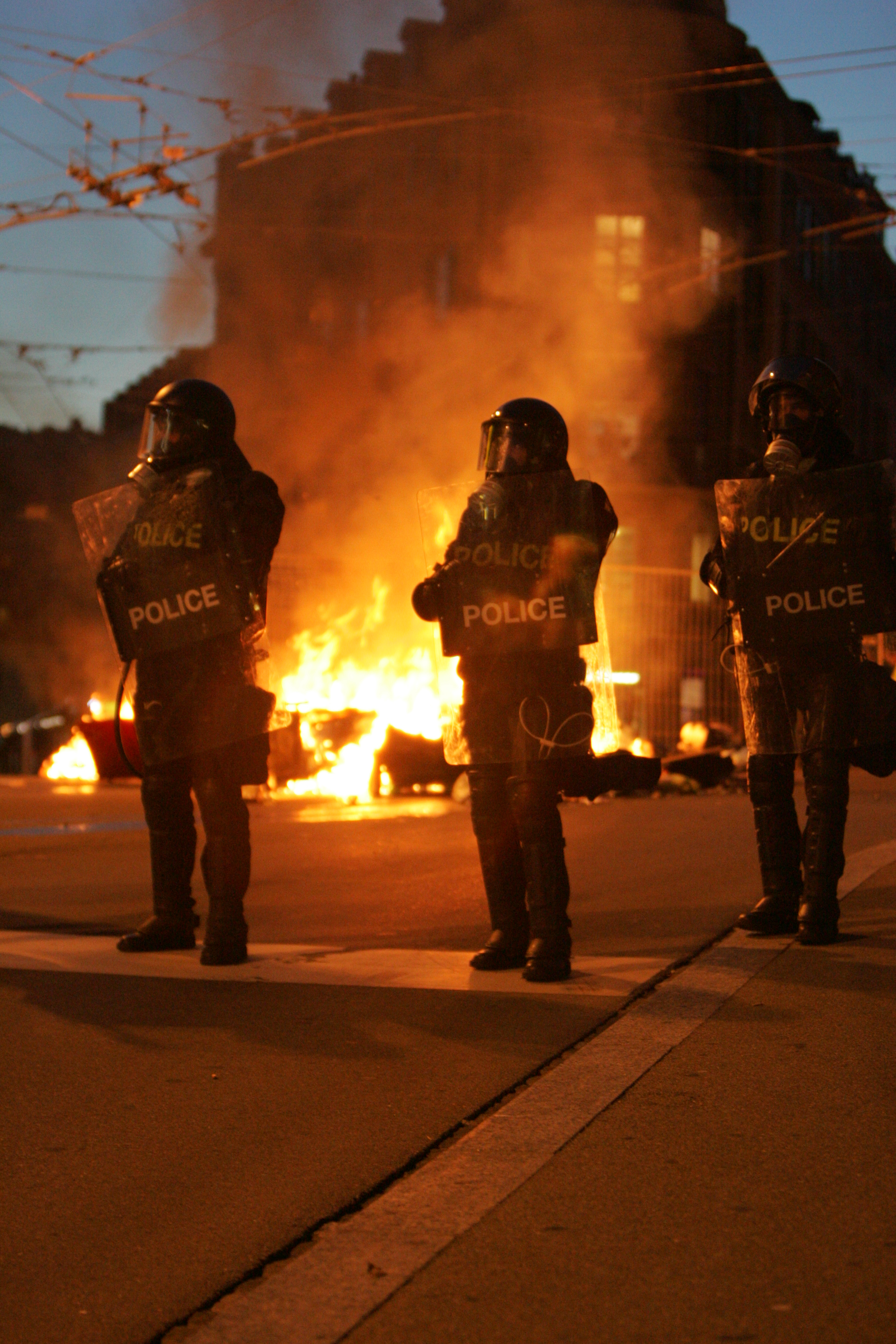
Громадянські заворушення в Лозанні після протестів проти Блокера 18 вересня 2007 р.
5 вересня 2007 року парламентський комітет різко розкритикував Блохера за перевищення своїх повноважень під час вирішення питання про відставку колишнього головного прокурора Валентина Рошахера в 2006 році. Крім того, документи, конфісковані в березні німецькою владою у приватного банкіра Оскара Холенвегера за підозрою в грошових сумах відмивання було представлено як підтримка можливої участі Блохера в змові з метою усунення Рошахера з посади. Блохер заперечив будь-яку причетність до такого плану. Ці події співпали з кампанією, яка стверджувала про «таємний план усунення Блохера», ініційованою SVP 27 серпня, і речник партії С. Р. Яггі 6 вересня підтвердив, що кампанія посилалася на документи, які звинувачують Блохера у справі Рошахера, оприлюднені зараз. Напруженість навколо «справи Блохера-Рошахера» була підігріта майбутніми федеральними виборами 2007 року. 25 вересня Національна рада (нижня палата) вирішила продовжити обговорення цього питання перед виборами, скасувавши рішення офісу ради.
Блохер став мішенню для опозиції 18 вересня 2007 року, коли його поява на Comptoir suisse (Швейцарський ярмарок) у Лозанні була зірвана протестувальниками.
У січні 2012 року повідомлялося, що Блохер отримав інформацію від неназваного інформатора щодо торгів іноземною валютою в банку Sarasin, зробленого  дружиною голови Національного банку Швейцарії Філіпа Хільдебранда Каш’я. Передбачуваний викривач був згодом звільнений і зіткнувся з кримінальним розслідуванням згідно зі швейцарськими законами про банківську таємницю. Гільдебранд заперечував звинувачення в інсайдерській торгівлі, стверджував, що став «жертвою наклепницької кампанії» і заявив, що його політичні вороги поставили під загрозу закони про таємницю та «інтереси Швейцарії» своїми звинуваченнями. Блохер закликав до відставки Гільдебранда в 2011 році після збитків SNB, пов’язаних з обміном валют, і продовжив сильні заклики після того, як історія з торгівлею валютою розгорнулася, перш ніж Гільдебранд остаточно пішов у відставку.

### Невдалі перевибори 2007 року

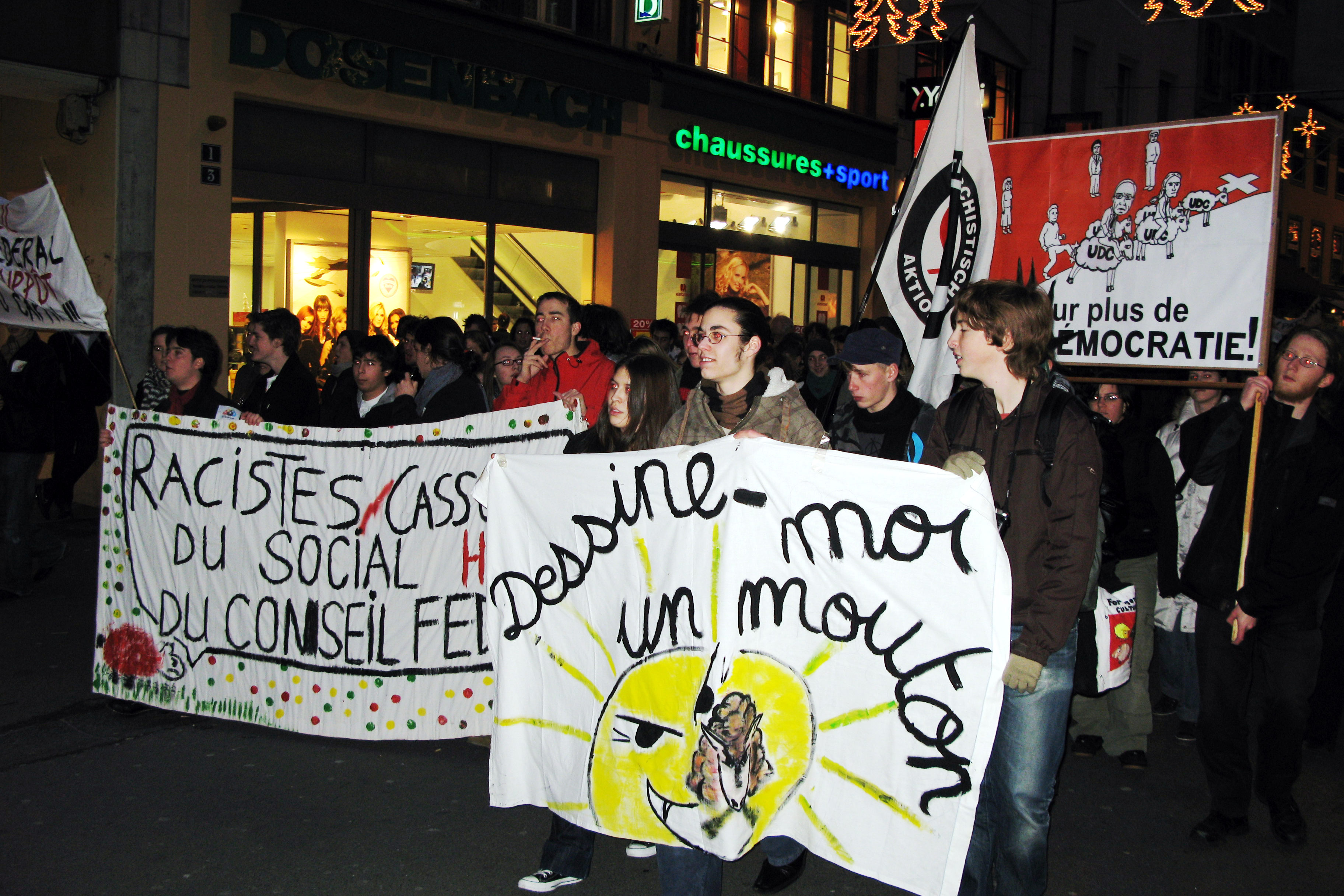
Демонстрація в Лозанні 8 грудня з закликом до усунення Крістофа Блохера з Федеральної ради на майбутніх виборах. Блохер був  замінений  на Евелін Відмер-Шлумпф через чотири дні.
На виборах до Федеральної ради Швейцарії 12 грудня 2007 року Блохер не отримав необхідної кількості голосів у парламенті, щоб зберегти своє місце. Замість нього парламент обрав Евелін Відмер-Шлумпф (помірний член SVP), яка прийняла мандат 13 грудня 2007 року. Таким чином, Блохер став четвертим федеральним радником, якого було усунено з посади в історії Швейцарської федеральної держави, після Рут Метцлер, яку він змінив на попередньому терміні, окрім Ульріха Охсенбейна та Жана-Жака Шалле-Венеля в 19 столітті.

### 2008 р. кандидат
Після відставки федерального радника Самуеля Шміда 12 листопада 2008 року Блохер вирішив знову балотуватися на цю посаду. Народна партія висунула його разом з Уелі Маурером. З огляду на результати виборів 2007 року шанси Блохера бути переобраним вважалися дуже незначними. Не дивно, що він не мав жодних шансів бути переобраним і був змушений поступитися місцем своєму колезі по партії Уелі Мауреру, який зрештою виграв вибори.

## Пошта ради

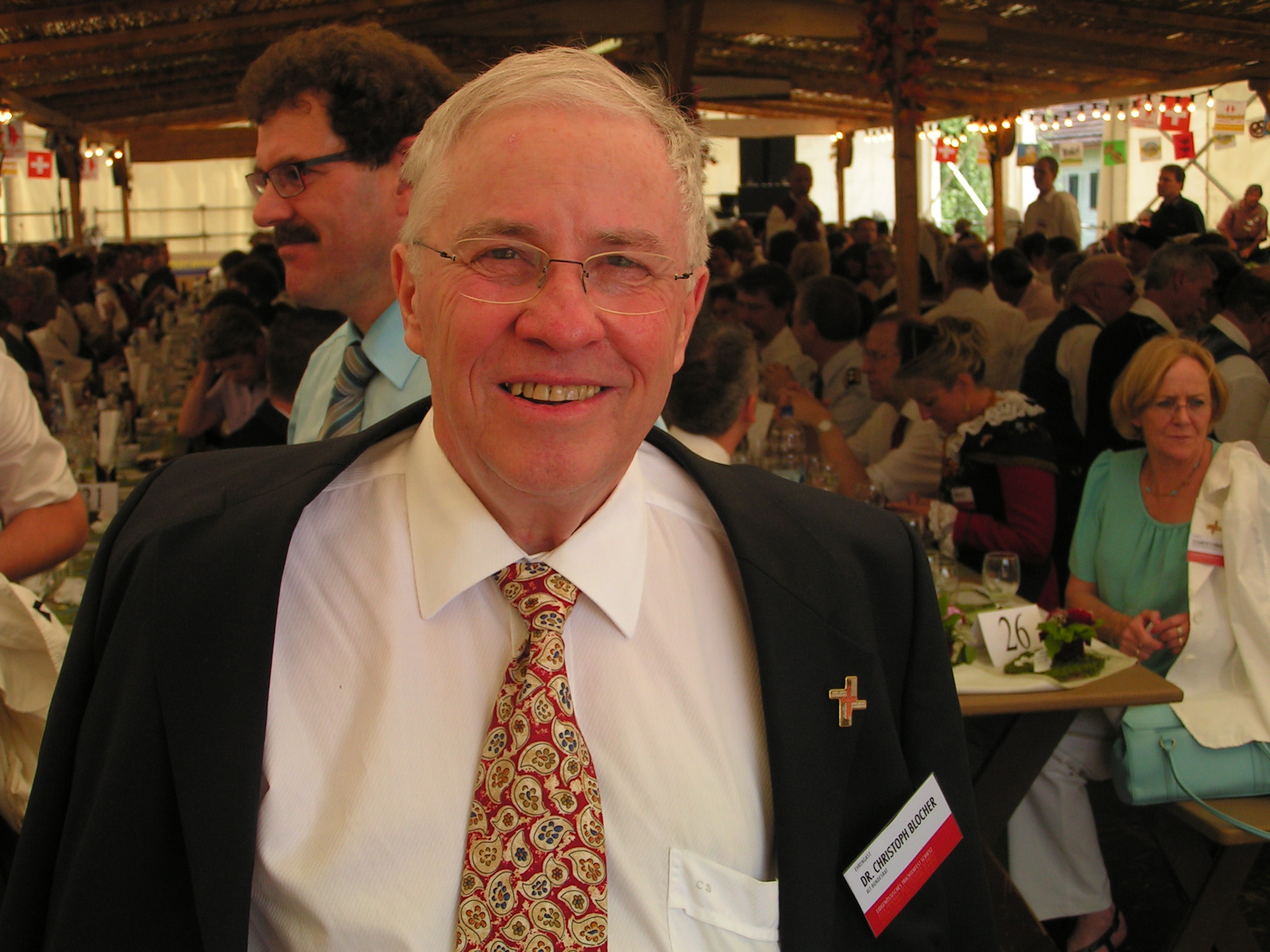
Блохер у 2010 році як почесний гість на Swiss National Trachtenfest (фестивалі народних костюмів) у Швіці.
У 2008 році Блохер став одним із 5 віце-президентів SVP.
Після надзвичайно великих збитків у 2007/2008 роках, опублікованих UBS, її голова Марсель Оспель пішов у відставку 1 квітня 2008 року, і, за чутками, пана Блохера розглядали як його заміну Однак цю роль отримав Пітер Курер, генеральний радник банку.
Блохер відіграв важливу роль в успіху референдуму щодо імміграційних квот у Швейцарії 9 лютого 2014 року та продовжує підтримувати політику, спрямовану на обмеження імміграції до Швейцарії.
Блохер оголосив, що піде у відставку з Національної ради 31 травня 2014 року, заявивши, що він «втрачає надто багато часу в парламенті» і що він хоче зосередитися на інших політичних пріоритетах, таких як реалізація успішного референдуму «Проти масової імміграції» та запланована ініціатива щодо запобігання вступу Швейцарії до Європейського Союзу.
У січні 2016 року, незабаром після федеральних виборів 2015 року, на яких Швейцарська народна партія отримала рекордні успіхи, Блохер оголосив, що не балотуватиметься на переобрання на посаду віце-президента SVP після закінчення терміну його повноважень у квітні. Незважаючи на це, Блохер заявив, що він продовжуватиме брати участь у політиці та буде «просувати свої анти-ЄС та антиімміграційні кампанії», і він залишиться на керівній посаді в SVP.
Блохер підтримав популярну ініціативу «Для ефективного видворення іноземних злочинців», яка відбулася 28 лютого 2016 року, але після її відхилення Блохер закликав SVP використовувати свою позицію в уряді, а не народні ініціативи, щоб просувати свою програму.
В інтерв’ю в квітні 2016 року Блохер заявив, що президент Сполучених Штатів Рональд Рейган «був найкращим президентом, якого я бачив», і що він вважає, що, як і Рейгана, тодішнього кандидата в президенти Дональда Трампа недооцінюють, як  більш компетентного  і великого, ніж очікується. Після перемоги Трампа на виборах Блохер заявив, що його перемога була попередженням для світових лідерів не ігнорувати занепокоєння людей щодо таких питань, як імміграція, сказавши, що «люди почуваються безсилими перед тими, хто ними керує, і для них Трамп — це випускний клапан».
У березні 2018 року SVP оголосив, що Блохер піде у відставку з посади головного стратега партії, хоча він і надалі буде брати участь у швейцарській політиці.

## Публічний імідж
Деякі політичні спостерігачі розглядають Блохера як обличчя SVP, і його присутність у партії була головним чинником явки виборців серед виборців SVP. Дамір Скендерович, професор Фрібурзького університету, порівняв Блохера з Йоргом Гайдером з Партії свободи Австрії та Альянсу за майбутнє Австрії, з Карлом І. Хагеном з норвезької Партії прогресу та з Умберто Боссі з італійської Ліги Північ. За словами Стіва Беннона, американського правопопулістського політичного та медійного діяча, Блохер був «Трампом перед Трампом», маючи на увазі президента Сполучених Штатів Дональда Трампа, через його ранню опозицію до Європейського Союзу

## Особисте життя
Блохер одружений і має трьох дочок (Магдалена, Міріам, Рахель), сина (Маркус) і дванадцять онуків.